# (35580) 1998 HK39
1998 HK39 (asteroide 35580) é um asteroide da cintura principal. Possui uma excentricidade de 0.07250360 e uma inclinação de 5.07968º.
Este asteroide foi descoberto no dia 20 de abril de 1998 por LINEAR em Socorro.